# ألتافيلا سايلنتينا
ألتافيلا سايلنتينا (بالإيطالية: Altavilla Silentina)‏ هي مدينة وكومونا تقع في مقاطعة سلرنو، بمنطقة كمبانية، على بعد 100 كيلومتر جنوب نابولي، إيطاليا.